# Монастырь на мысе Тешкли-бурун
Монастырь на оконечности мыса Тешкли-бурун (также Монастырь на мысе Тешкли-бурун) — условное название комплекса подземных и остатков надземных сооружений XIV—XV века на оконечности мыса Тешкли-бурун Мангупа. Монастырь, как часть архитектурного ансамбля цитадели города, в который, кроме пещер, входили и наземные сооружения, вероятно, начал формироваться во второй половине XIV века, расцвет обители историки относят на 1420-е — 1470 года и прекращение существования после 1475 года. Условно подразделяется на комплексы Барабан-коба, «Гарнизонную» церковь, церковь в оконечности мыса Тешкли-бурун и два, не имеющих устоявшихся названий пещерных комплекса, обозначаемых в Мангупской экспедиции как № 2 и № 3. В некоторых помещениях археологи усматривают следы ранневизантийских (VI—VII века) пещерных сооружений, служивших пунктами контроля колёсной дороги к главным воротам Демир-Капу в балке Капу-дере.

### Барабан-коба
Барабан-коба — устоявшееся название двухъярусного пещерного комплекса XIV—XVIII века на мысе Тешкли-бурун, входившего в средневековый пещерный монастырь. Самые известные и популярные пещеры Мангупа. Представляет собой остатки большого и сложного комплекса пещерных сооружений, первоначально — оборонительного назначения. Название возникло среди путешественников-туристов из-за звуков, похожие на барабанные, при стуке по столбу-колонне в самой большой пещере комплекса; также известна тем, что дала название самому мысу Тешкли-бурун — Дырявый мыс, из-за сквозного отверстия, образовавшегося в пещере верхнего яруса в результате обрушения слишком тонких внешних стен.

### «Гарнизонная» церковь
Пещерная церковь не установленного посвящения, за которой закрепилось название «Гарнизонная», расположенная у юго-восточного обрыва вблизи оконечности мыса Тешкли-бурун. Однонефный храм с прямоугольным нефом размерами 3 м на 6,75 м и полукруглой апсидой, выходящей на восток, на край обрыва. В помещение с поверхности с запада ведет изломанная под тупым углом лестница. Стены нефа, с тщательно обработанной поверхностью, сохранились на высоту до 3 м, апсиды — на 1,2 м. В предалтарной части южной стены прорублены две двери: левая, если смотреть от входа, выводящая в помещение неправильной формы, служившее, скорее всего, ризницей храма, и правая, в помещение к югу от церкви с дверью и окном, выходящими на обрыв над дорогой, первоначально — оборонительный каземат. Р. Х. Лепер предположил, что галерея позволяла обходить апсиду снаружи.
Считается, что храм был раскопан в 1912 году экспедицией Херсонесского музея, под руководством Р. Х. Лепера, но Н. В. Днепровский, анализируя материалы археолога-любителя Д. М. Струкова, делает вывод, что последний ещё в 1868 году расчистил, описал и зарисовал этот же храм, допустив при публикации ряд существенных неточностей, которые помешали своевременному введению памятника в научный оборот.
Предполагается, что изначально это было полностью подземное сооружение — в верхней части южной стены сохранились выступы — остатки скального перекрытия, но со временем (возможно, при одном из землетрясений) тонкий каменный потолок рухнул и была построена деревянная кровля, от которой сохранились выемки в скале под балки, была переделана в хозяйственный подвал построенного над ней турками в XVI веке здания. После захвата Мангупа турками в 1475 году помещение церкви было превращено в хозяйственный подвал под вновь построенным над ней усадьбой с камином в юго-западном углу. Название «гарнизонная» присвоено церкви археологами из-за её соседства с оборонительными казематами, которые могли использоваться для обстрела проходящей под ней подъездной дороги к главным городским воротам.

### Пещерный комплекс № 2
Пещерный комплекс № 2 — расположен южнее Барабан-кобы, у восточного обрыва мыса Тешкли-Бурун, включает 2 подземных помещения не установленного назначения. Вход в юго-западный угол по лестнице из 15 ступеней приводит в довольно большое (размеры 3,80 м на 5,40 м и высотой 2,90 м) четырёхугольное помещение. Сразу у лестницы, в западной стене, находится дверной проем, со следами деревянной дверной коробки, ведущий в помещение размером 1,85 на 1,80 м, в противоположной стене которого устроена невысокая ниша-лежанка. Вдоль западной стены основного помещения вырублена небольшая гробница размером 2,50 на 0,80, глубиной 0,80 м, изначально перекрытая каменными плитами. В восточной стене главного помещения (её часть обрушилась вместе с потолком) раньше была дверь на небольшую вырубленную в скале площадку шириной до 1,50 м.

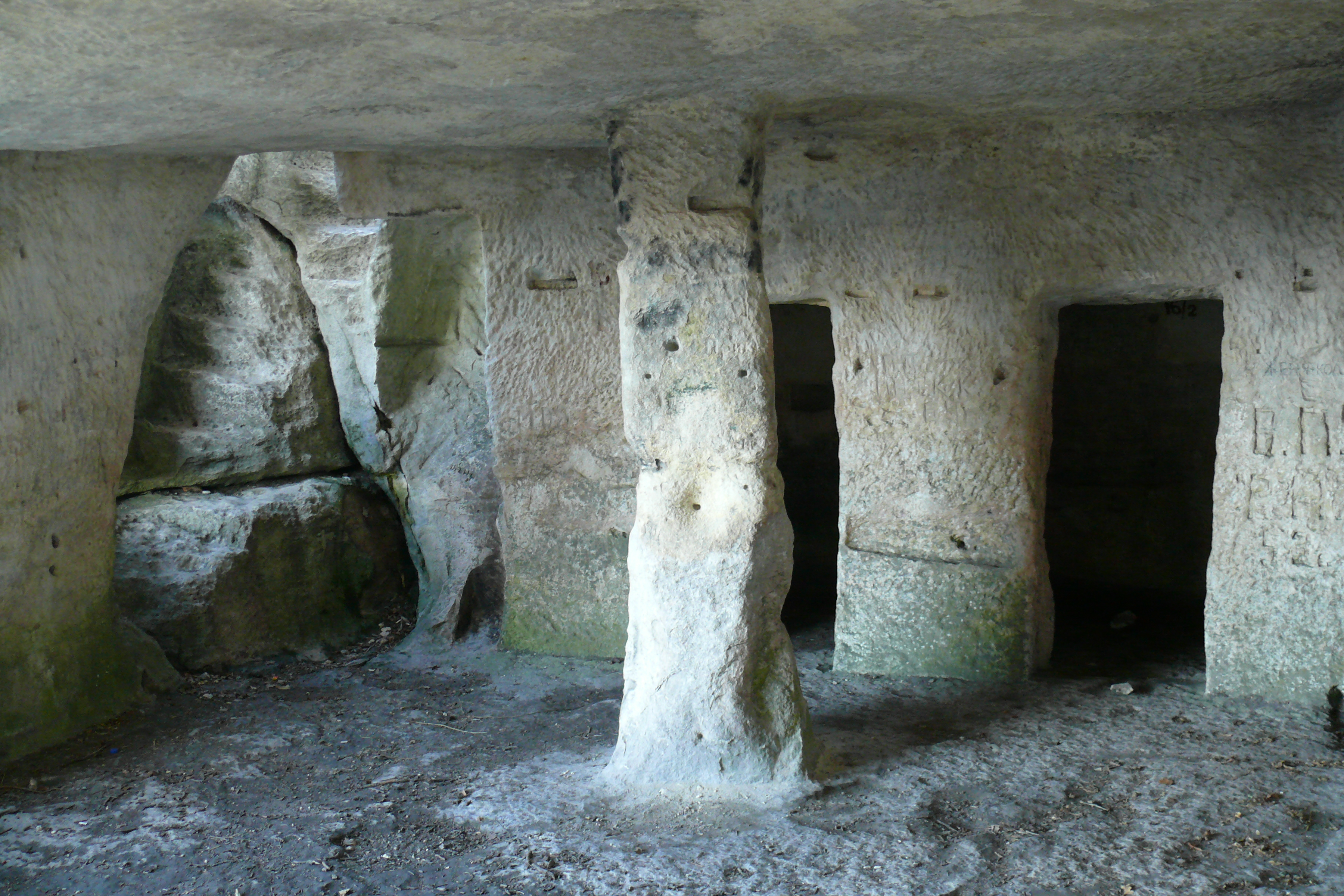
Барабан-Коба
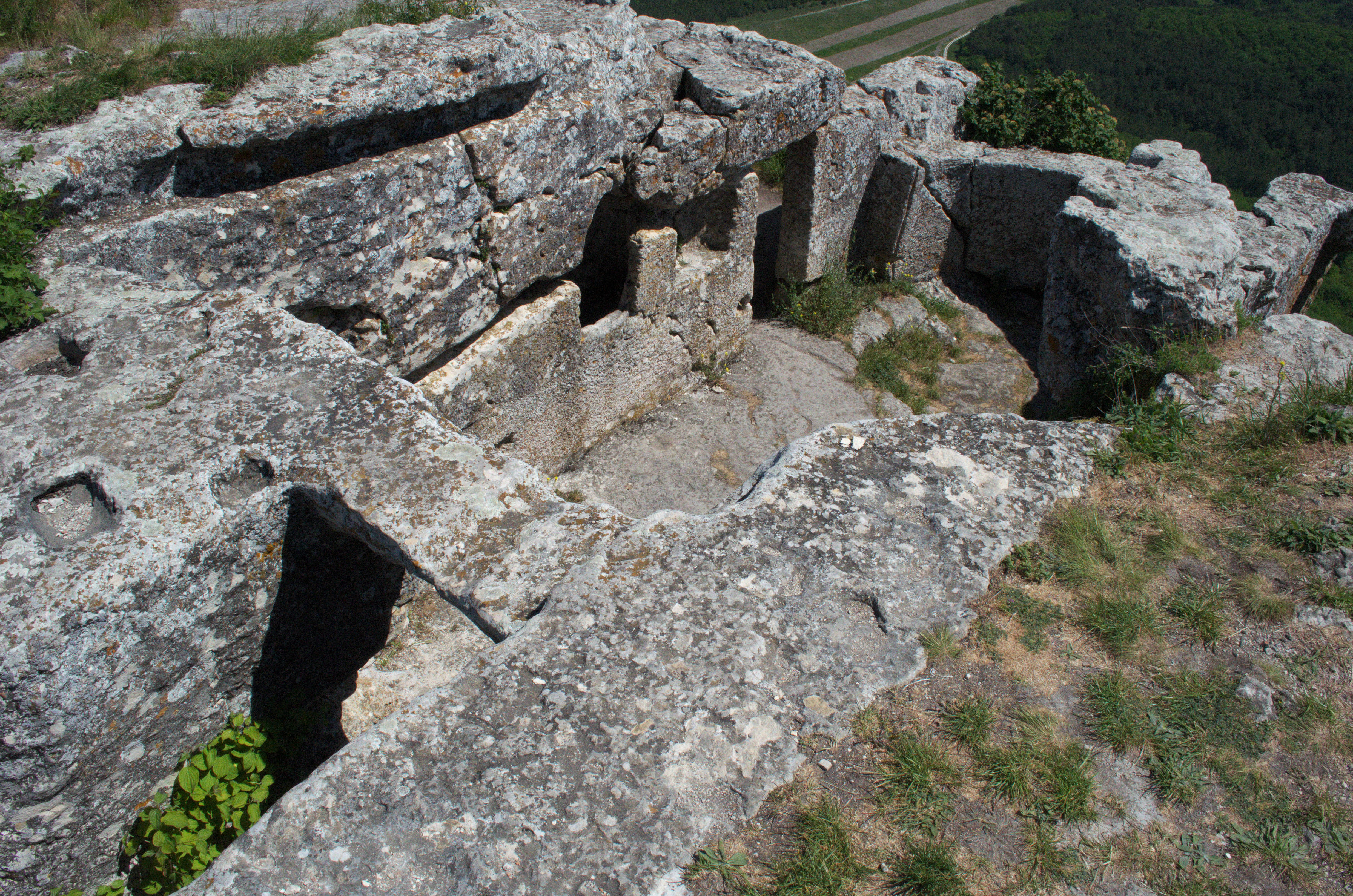
Гарнизонная церковь
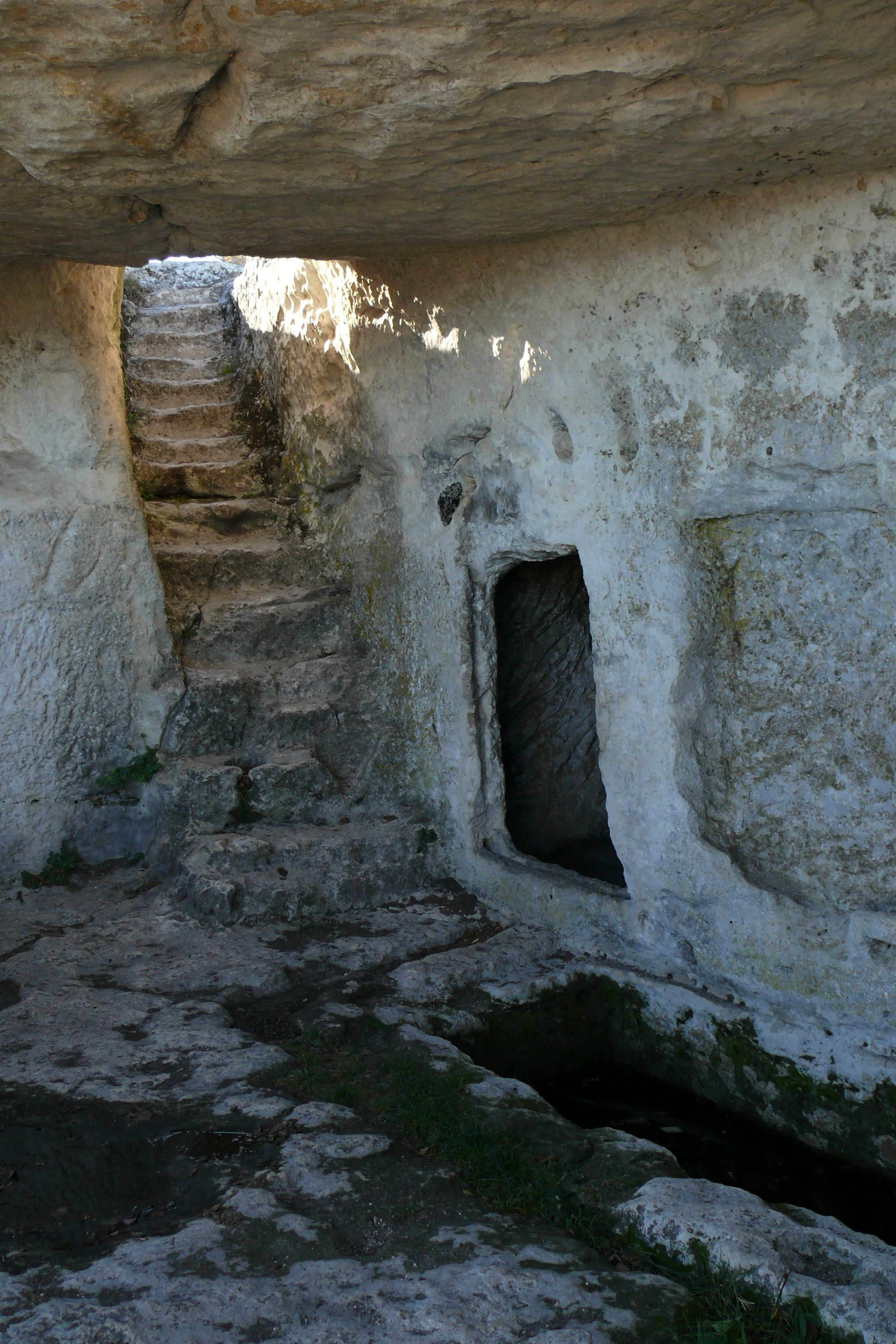
Пещерный комплекс № 2
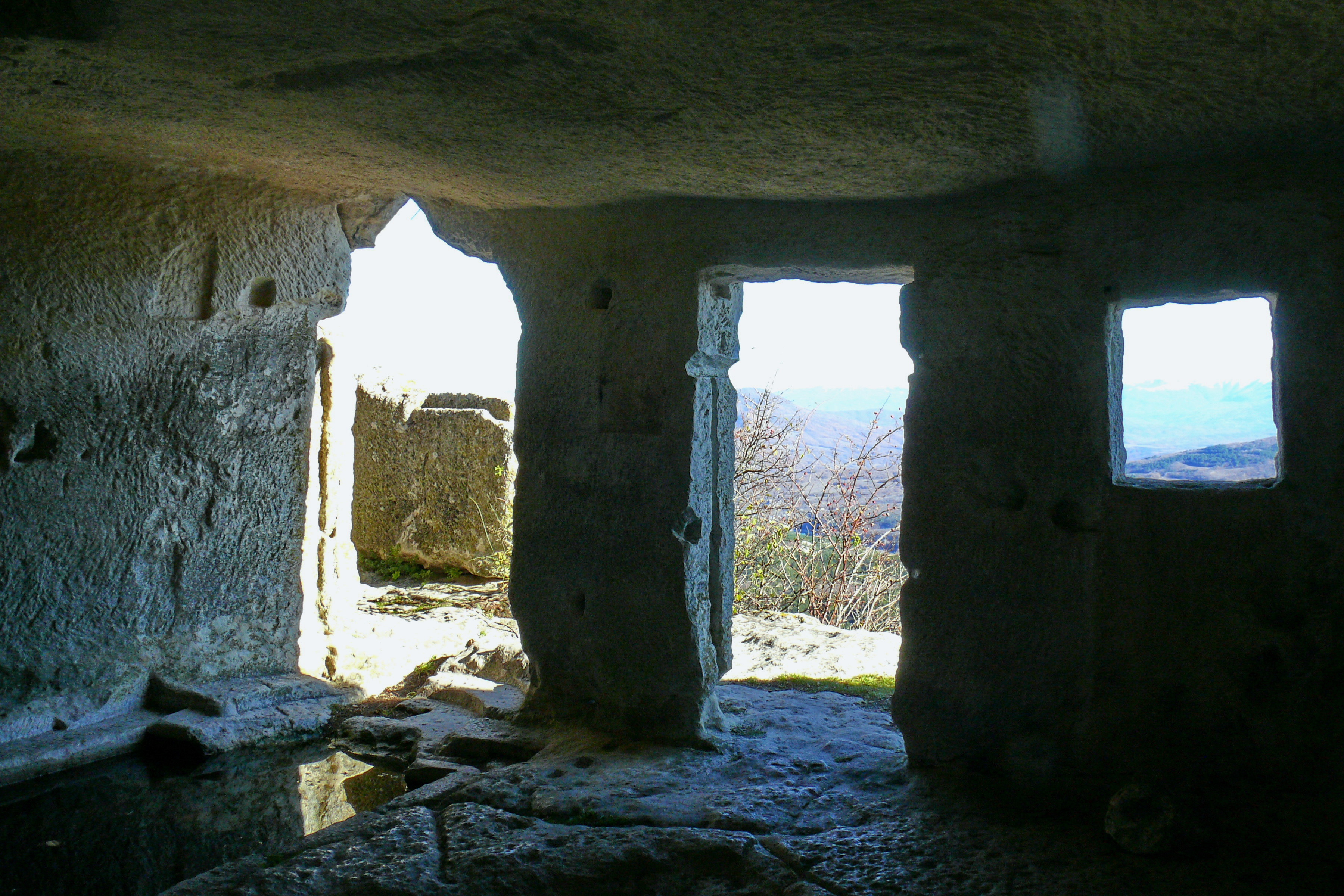
Пещерный комплекс № 3
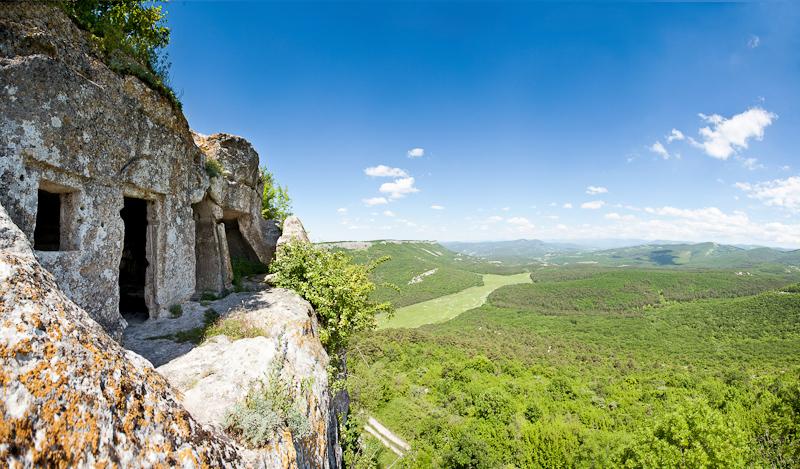
Пещерный комплекс № 3, вид снаружи

### Пещерный комплекс № 3
Пещерный комплекс № 3 — находится южнее комплекса № 2, также у восточного обрыва; ранее в него вела лестница с плато, ныне разрушенная. Сейчас вход ведёт через площадку над обрывом перед комплексом № 2. Состоит из 3 помещений, условно называемых северное, центральное и южное. Северная пещера, размером 3,50 на 3,20 на 2,30 м, имеет неправильную форму, их него проделан выход на восток, в сторону обрыва, на всю ширину зала. Имется большая ниша, вырубленная в северо-западной стене, в южной стене — окно в соседнюю пещеру. Второе, центральное помещение, размерами 9,0 м на 5,0 м, 2,6 м высотой, отличается тем, что западная стена значительно длиннее восточной. Два входа ведут в пещеру с востока, при этом в южном проходе сохранились следы деревянной дверной коробки и, возле неё, окно наружу; другое окно помещения — в первую пещеру. В западной стене устроены две большие ниши, одна из которых, больших размеров, расположена на значительной высоте. В восточной части южной стены — дверь в третью пещеру. Потолок пещеры имеет ряд трещин, пол гладкий. В полу, в северо-восточной части — остатки полувырубной, очень небольшой часовни, длиной 7,1 м и шириной 3,7 м (каменная кладка стен не сохранилась), пол которой ниже пола пещеры на 0,5 м, а алтарь возвышается над полом часовни на 0,4 м. Третья пещера этого комплекса — самая южная, имеет неправильную форму с выступающим внутрь юго-восточном углом, размерами 4,9 м в длину, 4,5 м в ширину и высотой 2,3 м. Она не отличается по характеру выработки от остальных. В восточной стене прорублен большой проём-амбразура, выходящая на самый обрыв скалы, вдоль стен южной части пещеры в массиве скалы вырублены гнёзда под пифосы.
Церковь в оконечности мыса искусственная пещера неправильно-овальной формы на острой трехгранной оконечности Тешкли-буруна, размерами 4,9 на 3,3, высотой 2,10 м. Алтарь (арочная ниша с шириной основания 1,2 м, высотой 0,9 м и глубиной 0,28 м) располагался в северо-восточной стене, вдоль юго-западной, на стенах которой процарапано множество крестов, вырублена скальная скамья. Вход в церковь прямоугольной формы (1,58 м на 0,74 м), расположен на 4,40 м выше скальной полки, шириной около 1,5 м, доступ на которую возможен и с подъездной дороги у оконечности мыса и ранее был перекрыт деревянной перегородкой и калиткой. В свою очередь, исследователи А. Ю. Виноградов, Н. Е. Гайдуков и Михаил Желтов данное пещерное сооружение храмом на считают.